# Josef Polák (botanik)
Josef Polák (18. března 1844 Nové Benátky – 24. října 1899 Perth) byl český botanik, zahradník, květinář, šlechtitel a výzkumník dlouhodobě žijící a působící v Západní Austrálii. Byl jedním z prvních českých kolonistů v této části země, následně se vypracoval na zahradníka guvernérských zahrad v Perthu a posléze se také zúčastnil přírodovědné expedice při toku australské řeky Gascoyne.

## Život

### Mládí
Narodil se do nemajetné české rodiny v Nových Benátkách, staré části Benátek nad Jizerou ve středních Čechách. Po absolvování základního vzdělání nastoupil na reálku v Mladé Boleslavi, posléze se pak vyučil zahradníkem. Začal pracovat jako zámecký a městský zahradník nejprve v Čech, posléze pak Rakousku, Haliči (Lvov), Uhrách a Sedmihradsku. Během zaměstnání si přitom doplňoval vzdělání a studoval přírodní vědy. Poté opustil Rakouské císařství, byl zaměstnán ve Francii a posléze pak v Anglii.

### V Austrálii
Nemaje žádných závazků rozhodl se pak odcestovat do Austrálie, kolonie Britského impéria, kde se plánoval usadit. V září 1877 se v Anglii , spolu se svým přítelem a krajanem Josefem Víkem-Ulrichem z Brda u Nové Paky, nalodil na plachetnici, na místo dorazil na Nový rok, 1. ledna 1878. Usadil se v Perthu, hlavním městě státu Západní Austrálie, kde se ještě roku 1878 stal zahradnickým správcem zdejších guvernérských sadů. Zde si postupně vybudoval renomé respektovaného přírodovědce, odesílal také semena okrasných rostlin pro zahrady v Evropě.
Roku 1882 byl přizván k účasti na výpravě Johna Forresta podpořené britskou koloniální vládou putující přes 300 mil do australského vnitrozemí. Jejími členy bylo 17 Evropanů a tři domorodí nosiči, vedle Poláka zde byl ředitel botanické zahrady v Melbourne rytíř Ferdinand Müller či český cestovatel a cestopisec Josef Kořenský. Vedle botanických pozorování zastával Polák částečně též funkci kuchaře výpravy. Expedice získala a přivezla celou řadu cenných botanických vzorků, včetně několika dosud nepopsaných druhů rostlin, které Dr. Müller následně odborně popsal. Polák se dále podílel na odeslání těchto vzorků do řady evropských muzeí. Rovněž byla po Polákovi nově objevený a popsaný druh rostliny, Podosperma Polakii. Jeho korespondenci odesílanou do Čech nárazově i pravidelně uveřejňovalo několik periodik, mj. Národní listy.
Po návratu z expedice byl po roce 1882 zaměstnán v různých profesích, mj. v podniku na zpracování perel v Roeburnu. Poté vystřídal několik zaměstnání, pracoval mj. jako soudní příručí a další. Díky znalostem z matematiky a geometrie našel pak uplatnění jako dozorce při stavbě železnice, od roku 1887 pak působil jako inspektor při budování projektu australské Velké jižní dráhy.
S koncem 19. století a probíhající tzv. zlaté horečky v Austrálii se Polák začal zabývat obchodem se zlatem. Stal se rovněž podílníkem zlatých dolů a se svým krytým vozem taženým psy se vydal směrem ke zlatonosným nalezištím. Po jistou dobu byl spolu s několika dalšími bělochy zajat kmenem domorodých Austrálců, kterým museli sloužit, podařilo se jim však uprchnout. Kvůli finančním komplikacím však zbankrotoval, zejména kvůli spojení s majitelem několika dolů a spoluúčastníkem výpravy podél Gascoyne Alexandrem Ferrestem a ztratil téměř veškerý majetek.

### Závěr života a úmrtí
Neúspěch v podnikání chtěl opustit Austrálii a vrátit se do Čech. Jeho přátelé v čele s Josefem Víkem-Ulrichem jej finančně podpořili, zakoupili mu lístek na parník a 24. října 1899 pro něj uspořádali večírek na rozloučenou. Patrně pod vlivem citového rozrušení byl Josef Polák stižen záchvatem mrtvice, jehož následkem ve věku 55 let zemřel. Pohřben byl na zdejším anglikánském hřbitově, na jeho hrob pak Josef Vík-Ulrich nechal pořídit velký kamenný náhrobek.

### Po smrti
Jeho sbírka předmětů a artefaktů byla odeslána do Nových Benátek. Jedna z českých osadnických rodin na jeho počest pojmenovala svou farmu nedaleko Perthu, Pollack's Farm.